# Pierre-Joseph Maisonnet
Petrus Josephus (Pierre-Joseph) Maisonnet (Antwerpen, 8 februari 1783 – Luxemburg-Stad, 20 april 1823) was een Luxemburgs kunstschilder.

## Leven en werk
Pierre-Joseph Maisonnet was een zoon van de Luxemburgse schilder Pierre Maisonnet (1755-1827) en de Antwerpse Marie-Thérèse de Brucq en een oudere broer van François-Joseph Maisonnet (1791-1826). Hij werd geboren in Antwerpen en verhuisde later met zijn ouders naar Luxemburg. Maisonnet bezocht de École centrale en de tekenschool van Jean-Baptiste Pierre Pioche. In 1809 trouwde hij met 1809 Susanna Gillen. Naast als zijn vader was Maisonnet ook decoratieschilder en restaurator, hij hield zich bovendien bezig met het vergulden van lijsten en spiegels.
Pierre-Joseph Maisonnet overleed op 40-jarige leeftijd.